# Прва љубав (филм из 1962)
„Прва љубав” је југословенски ТВ филм из 1962. године. Режирала га је Мирјана Самарџић а сценарио је написала Душица Манојловић на основу новела које су написали Шолем Алехем, Ђовани Бокачо и Вилијам Сидни Портер

## Улоге
| Глумац              | Улога |
| ------------------- | ----- |
| Зоран Бендерић      |       |
| Дејан Дубајић       |       |
| Вука Костић         |       |
| Мирко Милисављевић  |       |
| Зоран Милосављевић  |       |
| Марица Поповић      |       |
| Ђорђе Пура          |       |
| Зоран Радмиловић    |       |
| Никола Симић        |       |
| Ружица Сокић        |       |
| Слободан Стојановић |       |
| Еуген Вербер        |       |
| Душица Жегарац      |       |